# Phragmidium shogranense
Phragmidium shogranense är en svampart som beskrevs av Petr. 1954. Phragmidium shogranense ingår i släktet Phragmidium och familjen Phragmidiaceae.   Inga underarter finns listade i Catalogue of Life.